# 브루스 글로버
브루스 글로버(Bruce Glover, 본명: 브루스 허버트 글로버/Bruce Herbert Glover, 1932년 5월 2일 ~ 2025년 3월 12일)는 미국의 영화배우이다. 배우 크리스핀 글러버의 아버지이다.
일리노이주 시카고에서 태어났다. 잉글래드, 체코, 스웨덴계이다.

## 참여 작품
- 토마스 크라운 어페어
- 불타는 가슴
- 여섯 소년들
- 007 다이아몬드는 영원히
- 원 리틀 인디언
- 차이나타운 (1974년 영화)
- 투쟁의 그늘
- 부부 탐정
- 체인댄스
- 판타스틱 소녀백서